# Levuka
Levuka és una ciutat a la costa oriental de l'illa de Fiji d'Ovalau, a la província de Lomaiviti, a la Divisió de Fiji Est. Antigament va ser la capital de Fiji. Està inscrit a la llista del Patrimoni de la Humanitat de la UNESCO des del 2013.